# Edmond de La Fontaine
Pour les articles homonymes, voir La Fontaine.
Edmond de la Fontaine dit Dicks, né le 24 juillet 1823 à Luxembourg (grand-duché de Luxembourg, en union personnelle avec le royaume uni des Pays-Bas) et mort le 24 juin 1891 à Vianden (Luxembourg), est un juriste, auteur, écrivain et poète luxembourgeois connu pour ses publications littéraires en langue luxembourgeoise et ses travaux sur les coutumes et légendes du pays de Luxembourg.
Considéré de nos jours comme un poète national au Luxembourg, comme Michel Lentz et Michel Rodange, il est l'une des figures les plus importantes de l'histoire de la littérature luxembourgeoise. De plus, son Luxemburger Sitten und Bräuche est l'un des premières essais ethnographiques portant sur le peuple luxembourgeois.

## Biographie
Lucien-Irvin-Edmond de la Fontaine est le troisième fils de Gaspard-Théodore-Ignace de la Fontaine et de Joséphine Francq. En 1841, son père est nommé gouverneur du grand-duché de Luxembourg par le roi Guillaume II des Pays-Bas.
Après avoir obtenu son baccalauréat en 1844 à l'Athénée royal grand-ducal de Luxembourg, il poursuit ses études en droit à l'université de Liège, puis, en 1846, à celle de Heidelberg. En juillet 1847, il quitte l'université. Après avoir prêté serment comme avocat en 1850, il est nommé deuxième juge complémentaire au tribunal de paix de Luxembourg le 30 novembre 1852, puis premier juge le 21 avril 1853. Le 29 mai 1857, il est nommé secrétaire et chef de bureau de la délégation luxembourgeoise auprès de la Compagnie des chemins de fer Guillaume-Luxembourg et, la même année, il est élu membre correspondant de la section des sciences historiques de l'Institut grand-ducal.
En décembre 1858, à Remich, il ouvre, sans succès, un atelier de tissage à l'endroit où se trouve aujourd'hui la société dite « Les caves Saint-Remy ». Son entreprise est rachetée en 1873 et utilisée comme entrepôt de bois par les frères Wiedenhaupt.
Il se marie le 20 décembre 1858 avec sa cousine germaine Jeanne-Pauline-Elise Dutreux (1828-1907). Elle est la fille du médecin Damian Grieben (1795-1835) et de son épouse Catherine-J.-Eugénie de La Fontaine (1795-1862), qui n'est autre que la sœur de Théodore de La Fontaine. Le couple eut deux fils, Alfred et Adrien, et une fille, Eugénie.
De 1867 à 1870, Edmond de La Fontaine est le bourgmestre de Stadtbredimus. Il réside au château de Stadtbredimus (en) avec sa femme Elise Dutreux.
Le 5 janvier 1881, il est nommé juge de paix du canton de Vianden. Il réside à Vianden jusqu'à sa mort en 1891. Deux ans après son décès, sa dépouille est transférée dans le caveau familial à Stadtbredimus.

## Œuvres

### Poèmes
- (lb) Œuvres poétiques de Dicks

### Compositions musicales
- (lb) Œuvres musicales de Dicks

## Distinctions
- Chevalier de l'ordre de la Couronne de chêne